# Nizwa Club
Der Nizwa Club (arabisch نادي نزوى, DMG Nādī Nizwā) ist ein omanischer Sportklub mit Sitz in der Stadt Nizwa innerhalb des Gouvernements ad-Dachiliyya.

## Geschichte
In der Saison 2008/09 ist die Fußball-Mannschaft des Klubs erstmals in Statistiken sowohl im Pokal als auch in der zweiten Liga zu finden. Die Liga schloss man mit 11 Punkten auf dem zweiten Platz seiner Gruppe ab. Im Pokal kam die Mannschaft nicht über die Gruppenphase hinaus. Die nächsten Jahre verbleibt der Klub in dieser Liga und kommt in der Regel nicht über die ersten paar Runden im Pokal hinaus. Mehrfach verpasste man in der zweitklassigen First Division über den vierten Platz knapp die Aufstiegsrelegation. In der Saison 2015/16 erreichte man mit 25 Punkten in seiner Gruppe die Aufstiegsrunde, in welcher man mit acht Punkten Letzter wurde. Ähnlich verlief die Folgesaison, wo acht Punkte in der Aufstiegsrunde und der vorletzte Platz erneut nicht reichten. In der Saison 2017/18 erreichte man in einer Gruppe aus sieben Mannschaften mit 13 Punkten den sechsten Platz, womit Nizwa an der Abstiegsrelegation gegen den Vorletzten der anderen Gruppe teilnehmen musste. Das Hinspiel gewann man mit 3:2 über den al-Mussanah Club. Mit einer 1:2-Niederlage im Rückspiel hielt man, aufgrund der mehr geschossenen Tore, die Klasse.
In der Saison 2019/20 gelang mit 22 Punkten über den dritten Platz der Gruppe B, das Erreichen Aufstiegsrunde. Hier in Gruppe B, wurde man nach zehn gespielten Partien mit 17 Punkten Erster und schaffte erstmals den Aufstieg in die Professional League. Gleich die erste Saison im Oberhaus wurde aufgrund der COVID-19-Pandemie jedoch nach zehn Partien abgebrochen. Zu diesem Zeitpunkt stand die Mannschaft mit sieben Punkten auf dem elften Platz. Somit spielt der Klub in der Saison 2021/22 in der höchsten Spielklasse des Landes.

## Stadion
Seine Heimspiele trägt der Verein im Nizwa Sports Complex in Nizwa aus. Das Stadion bietet Platz für 10.000 Zuschauer.